# کوکتوما
کوکتوما (به قزاقی: Koktuma) یک منطقهٔ مسکونی در قزاقستان است که در شهرستان آلاکل واقع شده‌است.